# Cantonul Forges-les-Eaux
Cantonul Forges-les-Eaux este un canton din arondismentul Dieppe, departamentul Seine-Maritime, regiunea Haute-Normandie, Franța.

## Comune
| Comune                    | Populație (1999) | Cod poștal | Cod INSEE |
| ------------------------- | ---------------- | ---------- | --------- |
| Beaubec-la-Rosière        | 394              | 76440      | 76060     |
| Beaussault                | 369              | 76870      | 76065     |
| La Bellière               | 71               | 76440      | 76074     |
| Compainville              | 108              | 76440      | 76185     |
| La Ferté-Saint-Samson     | 341              | 76440      | 76261     |
| Forges-les-Eaux           | 3465             | 76440      | 76276     |
| Le Fossé                  | 381              | 76440      | 76277     |
| Gaillefontaine            | 1460             | 76870      | 76295     |
| Grumesnil                 | 403              | 76440      | 76332     |
| Haucourt                  | 204              | 76440      | 76343     |
| Haussez                   | 233              | 76440      | 76345     |
| Longmesnil                | 38               | 76440      | 76393     |
| Mauquenchy                | 276              | 76440      | 76420     |
| Mesnil-Mauger             | 223              | 76440      | 76432     |
| Pommereux                 | 87               | 76440      | 76505     |
| Roncherolles-en-Bray      | 430              | 76440      | 76535     |
| Rouvray-Catillon          | 195              | 76440      | 76544     |
| Saint-Michel-d'Halescourt | 109              | 76440      | 76623     |
| Saumont-la-Poterie        | 382              | 76440      | 76666     |
| Serqueux                  | 988              | 76440      | 76672     |
| Le Thil-Riberpré          | 183              | 76440      | 76691     |